# Relations entre la Thaïlande et l'Union européenne
Les relations entre la Thaïlande et l’Union européenne reposent principalement sur le commerce et les investissements. Un accord de partenariat et de coopération est en négociation afin d'étendre les domaines de coopération.

## Sources

## Compléments